# Cantó de Sarreguemines-Campagne
El cantó de Sarreguemines-Campagne és un cantó francès del departament del Mosel·la, situat al districte de Sarreguemines. Té 21 municipis i el cap és Sarreguemines.

## Municipis
- Bliesbruck (Bliisbrigge)
- Blies-Ébersing (Ebersinge)
- Blies-Guersviller (Gerschwiller)
- Frauenberg (Frambursch)
- Grosbliederstroff
- Grundviller
- Guebenhouse (Gewehuuse)
- Hambach
- Hundling
- Ippling
- Lixing-lès-Rouhling
- Loupershouse
- Neufgrange
- Rémelfing
- Rouhling
- Sarreinsming
- Wiesviller (Wiiswiller)
- Wittring (Wittringe)
- Wœlfling-lès-Sarreguemines
- Woustviller (Wuschwiller)
- Zetting

## Història
| Data d'elecció                           | Identitat    | Partit        | Qualitat |
| ---------------------------------------- | ------------ | ------------- | -------- |
| 1985-1998                                | Hubert Roth  | app. RPR      |          |
| 1998-                                    | Jean Karmann | Divers droite |          |
| les dades anteriors no són pas conegudes |              |               |          |
|                                          |              |               |          |

## Demografia
| A partir de 1990 : Població sense dobles comptes |